# Schaerbeek Station
Schaerbeek Station er en belgisk jernbanestation i Bruxelles (Schaerbeek). Stationen åbnede i 1887.
Jernbanestationen har 13 spor. Jernbanelinjer 25-27 (mod Antwerpen), 26 (mod Halle), 28 (mod Bruxelles-Syd), 36 (mod Liège), 36c (mod Lufthavnen Zaventem), 36n (mod Leuven), og 161 (mod Namur) stammer fra denne station. Tog, der standser på Schaerbeek station, kør mod Antwerpens Hovedbanegård (fra spor 6), Bruxelles-Syd (fra spor 5), Leuven station (fra spor 11 eller 12), Braine-le-Comte station (fra spor 7 eller 9), Mouscron station (fra spor 13 eller 15) og Saint-Ghislain station (fra spor 9).
Det blev besluttet at oprette et nationalt jernbanemuseum i en del av Schaerbeek stationens hovedbygning. Museet skal åbne i 2014.
Dette er et historisk valg, den første jernbanestrækning i det kontinentale Europa (Bruxelles-Mechelen 1835) gik igennem Schaerbeek.
50°52′41″N 4°22′47″Ø / 50.87806°N 4.37972°Ø
1. ↑  Navnet er anført på svensk og stammer fra Wikidata hvor navnet endnu ikke findes på dansk.
2. ↑  Navnet er anført på svensk og stammer fra Wikidata hvor navnet endnu ikke findes på dansk.
3. ↑  Navnet er anført på svensk og stammer fra Wikidata hvor navnet endnu ikke findes på dansk.
4. ↑  Navnet er anført på svensk og stammer fra Wikidata hvor navnet endnu ikke findes på dansk.
5. ↑  Navnet er anført på svensk og stammer fra Wikidata hvor navnet endnu ikke findes på dansk.
6. ↑  Navnet er anført på svensk og stammer fra Wikidata hvor navnet endnu ikke findes på dansk.
7. ↑  Navnet er anført på svensk og stammer fra Wikidata hvor navnet endnu ikke findes på dansk.
8. ↑  Navnet er anført på svensk og stammer fra Wikidata hvor navnet endnu ikke findes på dansk.
9. ↑  Navnet er anført på engelsk og stammer fra Wikidata hvor navnet endnu ikke findes på dansk.